# 玉環新村

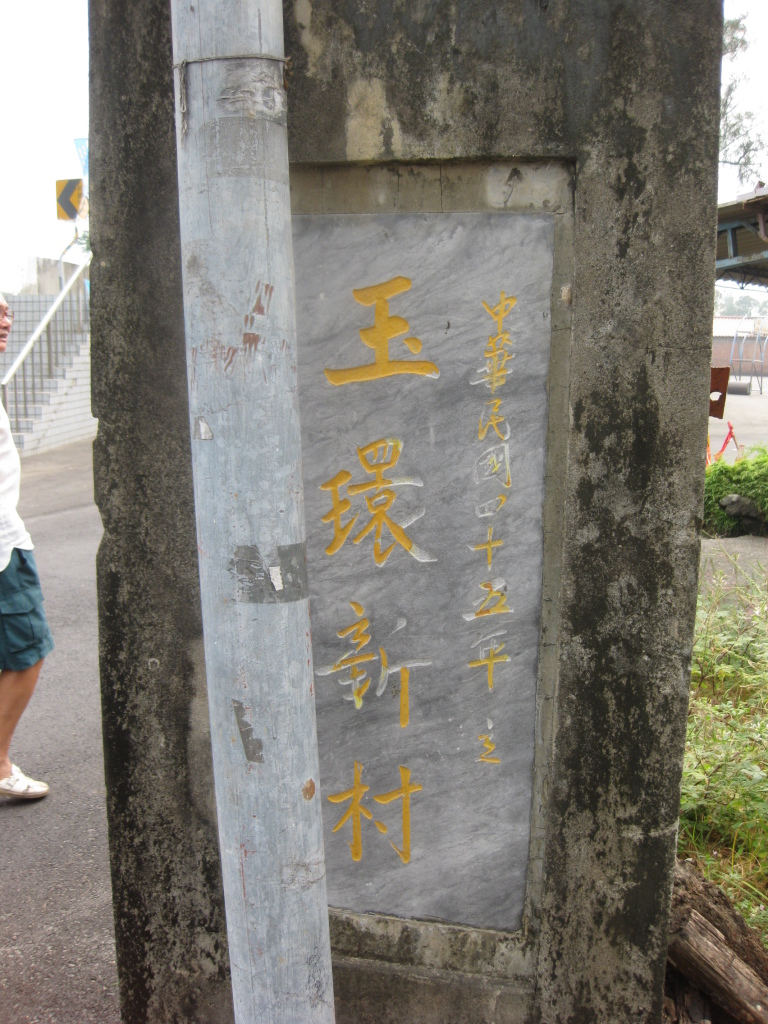
玉環新村門口的水泥柱，上書有「玉環新村」四個大字

玉環新村位於臺灣屏東縣新埤鄉萬隆村，是1955年大陳島撤退後中華民國政府為來臺的「大陳義胞」興建的大陳新村之一，人口組成大宗為浙江玉環縣（現玉環市）轄下披山島居民及其後代。

## 概要
披山島是位於浙江南部的海島，1949年後與大陳島、漁山列島及一江山島等地成為第二次國共內戰中國大陸東南沿海戰役的前線。1955年1月，中國人民解放軍發起一江山島戰役，攻占一江山島，使大陳島附近地區陷入不利。中華民國政府經多方評估後，決定放棄浙江沿海剩餘島嶼，集中力量防衛臺澎金馬；2月，中華民國國軍及各島居民全部撤抵臺灣，其中原玉環轄下島嶼居民約一千餘人。政府將軍民分置臺灣各地，並興建許多眷村，通稱大陳新村:347；披山居民多被分置至臺東及屏東，其中約二至三百人聚居於屏東新埤鄉萬隆村一處眷村；由於多數居民皆來自玉環，便將該眷村命名為「玉環新村」。村內除了披山人之外，還有一些來自蘆浦和洋嶼的居民。
玉環新村的門口有兩根水泥柱，上面分別寫著「玉環新村」及「大陳義胞」大字。依據文字成書的年代以及當地耆老口述，可以得知玉環新村大約於1956年間竣工。村內的建筑风格和玉环十分相似，居民多讲太平话；村內有許多玉環的痕跡，例如村內各家門牌上皆記載著的「玉環路」等等；每逢節日，居民也會依玉環的傳統舉辦活動、吃玉環美食「錫餅」。玉環新村的居民多數以種植芒果、鳳梨等作物為生，也有飼養雞、鴨等牲畜及魚蝦者；由於經濟等因素，村內的青年皆已出外就業或遷居至都市，村內目前僅有約20名居民，多數為老年人。
玉环縣（現玉環市）台联会曾多次组织探亲团前往玉环新村。時任玉環縣台聯會雞山分會秘書長林文蛟曾在2016年5月的一次訪問中表示：「不到臺灣，不知有第二個玉環。」

## 圖集
- 玉環新村入口景觀
- 玉環新村天上聖母媽祖宮
- 玉環天主堂
- 已閒置的信義會教堂

## 外部連結
- 屏東新埤玉環新村－臺灣外省人生命記憶與敘事資料庫 （页面存档备份，存于） （繁體中文）